# Joe Nathan
Joseph Michael Nathan (né le 22 novembre 1974 à Houston, Texas, États-Unis) est un lanceur de relève droitier de la Ligue majeure de baseball. 
Nathan compte six sélections au match des étoiles (2004, 2005, 2008, 2009, 2012, 2013). En 2009, il établit le record de sauvetages (47) en une année pour un stoppeur des Twins du Minnesota et est nommé meilleur releveur de la Ligue américaine, conjointement avec Mariano Rivera. Après la saison 2015, Nathan compte 377 sauvetages en carrière. Il détient le record de sauvetages (260) en carrière par un joueur des Twins du Minnesota.

## Carrière
Après des études secondaires à la Pine Bush High School de Pine Bush (New York), Joe Nathan suit des études supérieures à l'Université d'État de New York à Stony Brook où il s'illustre sous les couleurs des Seawolves.

### Giants de San Francisco
Il est repêché le 1er juin 1995 par les Giants de San Francisco au 6e tour de sélection.
Nathan passe deux saisons en Ligues mineures avant d'effectuer ses débuts en Ligue majeure le 21 avril 1999. Il joue comme lanceur partant en 1999 et 2000. Il subit une opération de l'épaule à la fin de la saison 2000 et se contente d'évoluer en Ligues mineures en 2001. De retour en Ligue majeure en 2002, il devient lanceur de relève.
Joe Nathan est transféré chez les Twins du Minnesota le 14 novembre 2003 avec Francisco Liriano et Boof Bonser. San Francisco obtient en échange A. J. Pierzynski. 

### Twins du Minnesota

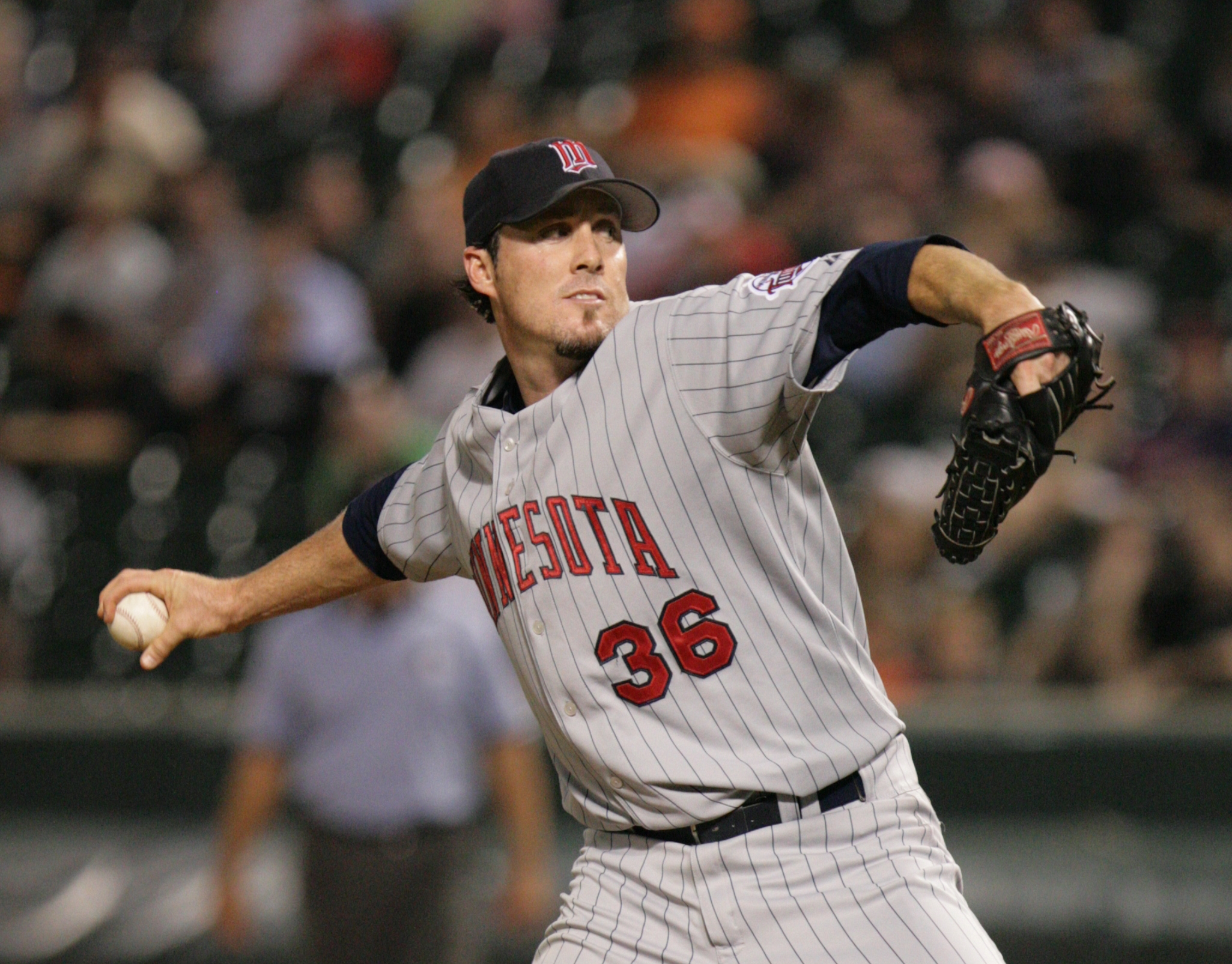
Joe Nathan joue pour les Twins pendant 7 saisons.

Sous l'uniforme des Twins, Nathan devient stoppeur et protège au moins 36 victoires au cours des six saisons suivantes, franchissant en trois occasions le plateau des 40 sauvetages. Il protège un record personnel de 47 victoires pour les Twins en 2009, le second plus haut total de la Ligue américaine, aidant l'équipe à remporter le titre de la division Centrale. Ces 47 sauvetages représentent aussi le record de franchise des Twins, battant la marque de 42 établie par Eddie Guardado en 2002.
En octobre 2009, une fois la saison terminée, il subit une opération à l'épaule pour retirer des fragments d'os. À l'entraînement de printemps des Twins en 2010, il ressent une fois de plus des douleurs à l'épaule droite et une blessure au ligament collatéral ulnaire est diagnostiquée. Le 21 mars, les Twins annoncent qu'il ratera toute la saison 2010 et subira une opération.
Nathan revient au jeu en 2011. Le 10 août, il enregistre son 255e sauvetage pour les Twins, battant le record d'équipe jusque-là détenu par Rick Aguilera.
Sélectionné en équipe des États-Unis, il participe à la première édition de la Classique mondiale de baseball en mars 2006.

### Rangers du Texas

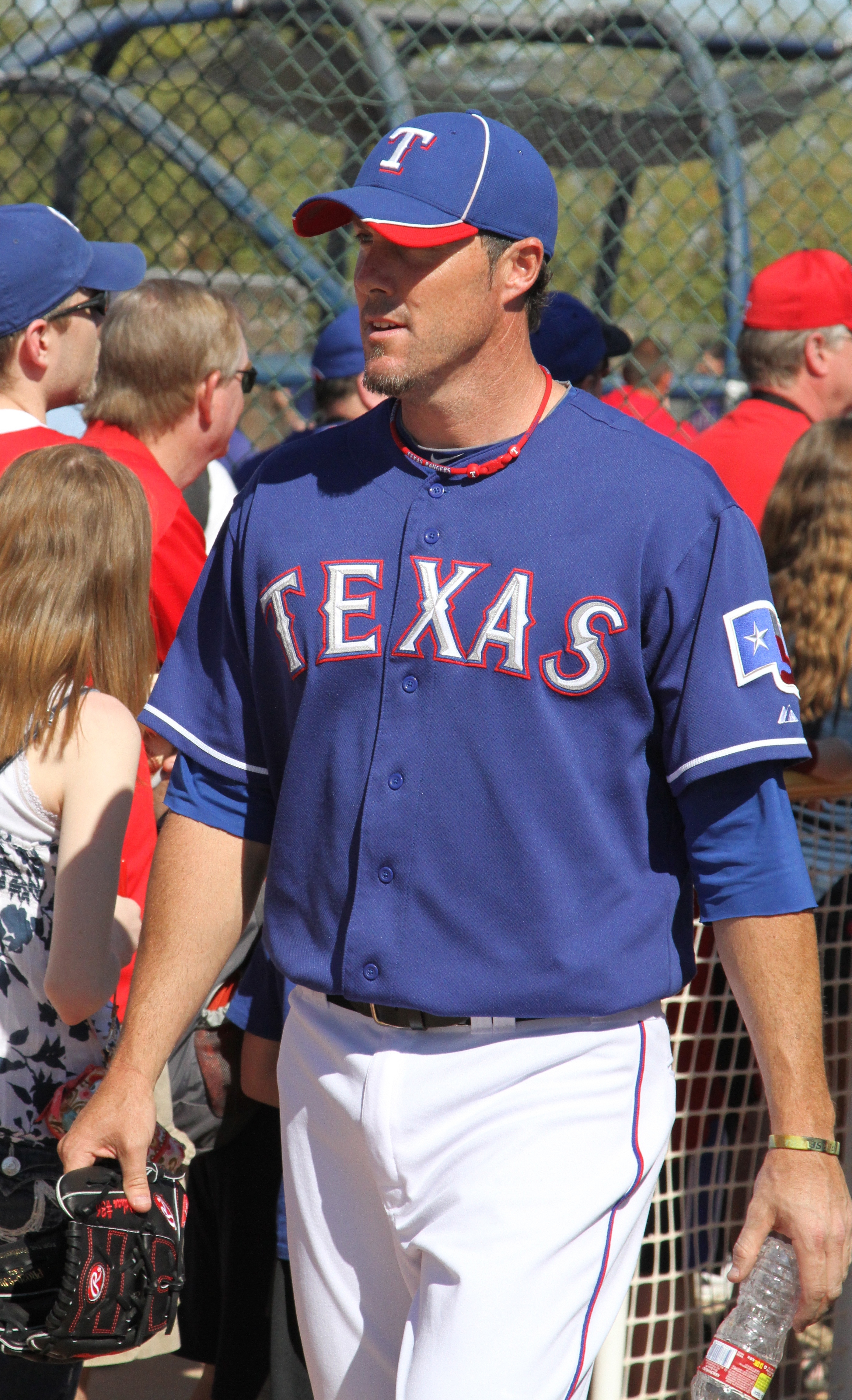
Joe Nathan en 2012 avec les Rangers du Texas.

Le 21 novembre 2011, Nathan, qui est agent libre, signe un contrat de deux saisons et une année d'option avec les Rangers du Texas.
Nathan participe aux matchs des étoiles en 2012 et 2013 comme représentant des Rangers. À sa première année en 2012, il remporte 3 victoires contre 5 défaites et maintient une moyenne de points mérités de 2,80 en 64 manches et un tiers lancées. Appelé 66 fois au monticule, le nouveau stoppeur du club réalise 37 sauvetages.
Il protège 43 victoires pour Texas en 2013, alors que sa moyenne de points mérités n'est que de 1,39 en 64 manches et deux tiers lancées. En 67 présences en relève, il remporte 6 victoires contre 2 défaites.
En deux saisons chez les Rangers, le natif du Texas réussit 80 sauvetages contre seulement 6 sabotages,. Il prend le 5e rang de la Ligue américaine pour les sauvetages durant la saison 2012 et le 4e en 2013.  Lorsque Mariano Rivera prend sa retraite au terme de la saison 2013, Nathan est avec 341 sauvetages en carrière le meneur parmi les joueurs en activité dans le baseball majeur. Il a en 13 ans de carrière réussi 90 % de ses occasions de réussir un sauvetage, le meilleur pourcentage parmi tous les releveurs comptant au moins 200 sauvetages dans l'histoire, et un taux de succès légèrement supérieur à celui de Rivera.

### Tigers de Détroit
Le 4 décembre 2013, Nathan signe un contrat de 20 millions de dollars pour deux saisons avec les Tigers de Détroit. 
Malgré 35 sauvetages, le 4e plus haut total de la Ligue américaine en 2014, Nathan connaît une saison décevante à sa première année à Détroit : le vétéran sabote 7 avances, affiche une WHIP de 1,53 qui est sa plus élevée en 12 ans et ses lancers perdent en vélocité, réduisant son taux de retraits sur des prises. Sa moyenne de points mérités s'élève à 4,81 en 58 manches lancées lors de 62 sorties.
Après un seul match joué en 2015, où il lance un tiers de manche pour son 377e sauvetage en carrière, Nathan subit à l'âge de 40 ans une seconde opération de type Tommy John qui termine prématurément sa 15e saison dans les majeures.

### Nationals de Washington
Le 31 janvier 2017, Nathan signe un contrat des ligues mineures avec les Nationals de Washington.

## Statistiques
| Saison | Équipe        | G   | GS | CG | SHO | V  | D  | SV  | IP    | SO  | ERA  |
| ------ | ------------- | --- | -- | -- | --- | -- | -- | --- | ----- | --- | ---- |
| 1999   | San Francisco | 19  | 14 | 0  | 0   | 7  | 4  | 0   | 90.1  | 54  | 4,18 |
| 2000   | San Francisco | 20  | 15 | 0  | 0   | 5  | 2  | 0   | 93.1  | 61  | 5,21 |
| 2002   | San Francisco | 4   | 0  | 0  | 0   | 0  | 0  | 0   | 3.2   | 2   | 0,00 |
| 2003   | San Francisco | 78  | 0  | 0  | 0   | 12 | 4  | 0   | 79.0  | 83  | 2,96 |
| 2004   | Minnesota     | 73  | 0  | 0  | 0   | 1  | 2  | 44  | 72.1  | 89  | 1,62 |
| 2005   | Minnesota     | 69  | 0  | 0  | 0   | 7  | 4  | 43  | 70.0  | 94  | 2,70 |
| 2006   | Minnesota     | 64  | 0  | 0  | 0   | 7  | 0  | 36  | 68.1  | 95  | 1,58 |
| 2007   | Minnesota     | 68  | 0  | 0  | 0   | 4  | 2  | 37  | 71.2  | 77  | 1,88 |
| 2008   | Minnesota     | 68  | 0  | 0  | 0   | 1  | 2  | 39  | 67.2  | 74  | 1,33 |
| 2009   | Minnesota     | 70  | 0  | 0  | 0   | 2  | 2  | 47  | 68.2  | 89  | 2,10 |
| Totaux | Totaux        | 533 | 29 | 0  | 0   | 46 | 22 | 247 | 685.0 | 718 | 2,75 |

| Saison | Équipe        | G | GS | CG | SHO | V | D | SV | IP  | SO | ERA   |
| ------ | ------------- | - | -- | -- | --- | - | - | -- | --- | -- | ----- |
| 2003   | San Francisco | 2 | 0  | 0  | 0   | 0 | 1 | 0  | 0.1 | 1  | 81,00 |
| 2004   | Minnesota     | 3 | 0  | 0  | 0   | 0 | 1 | 1  | 5.0 | 6  | 3,60  |
| 2006   | Minnesota     | 1 | 0  | 0  | 0   | 0 | 0 | 0  | 0.2 | 1  | 0,00  |
| 2009   | Minnesota     | 2 | 0  | 0  | 0   | 0 | 0 | 0  | 2.0 | 2  | 9,00  |
| Totaux | Totaux        | 8 | 0  | 0  | 0   | 0 | 2 | 1  | 8.0 | 10 | 7,88  |

Note : G = Matches joués ; GS = Matches comme lanceur partant ; CG = Matches complets ; SHO = Blanchissages ; 
V = Victoires ; D = Défaites ; SV = Sauvetages ; IP = Manches lancées ; SO = Retraits sur des prises ; ERA = Moyenne de points mérités.